# 蓋·紹特爾

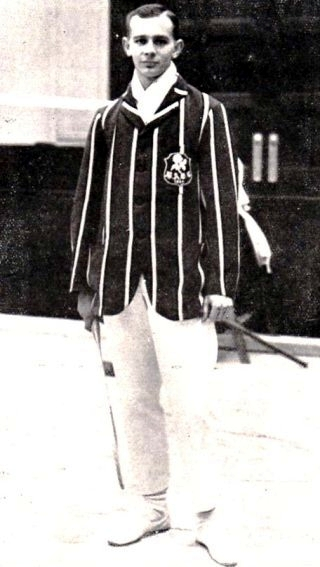
蓋·A·紹特爾

蓋·A·紹特爾（Guy A. Sautter，1986年—1961年10月29日），是瑞士羽球和網球運動員。他出生於瑞士，逝世於英格蘭威爾特郡的唐海德聖安德魯。
蓋·A·紹特爾1910年代最重要的羽球運動員之一。到目前為止，他是唯一在著名的全英羽球錦標賽贏得冠軍的瑞士人。然而，他也曾經代表英國參加國際比賽。總的來說，他在全英贏過3次單打冠軍（1911年、1913-14年）、兩次混合雙打冠軍（1910年搭配朵洛西·康德爾、1913年搭配M·E·梅斯頓）、1次男子雙打冠軍（1922年搭配弗蘭克·德夫林）。此外，他還贏得了4次法國羽球公開賽冠軍（3次男子雙打、1次混合雙打）、2次蘇格蘭羽球公開賽冠軍（1次男子雙打、1次混合雙打）和7次愛爾蘭羽球公開賽冠軍（2次男子單打、3次男子雙打、2次混合雙打）。 紹特爾以化名「U. N. Lapin」創辦了一些活動——這意味著翻譯自法語“來自兔子”。
紹特爾也代表瑞士參加戴維斯盃網球賽。